# Cột sắt Delhi
Cột sắt Delhi là một cây cột sắt được đúc vào thế kỷ thứ 5, do Kumara Gupta I thuộc triều Gupta, cai trị bắc Ấn Độ trong giai đoạn 320-540, dựng lên. Ban đầu cột này là một phần thuộc đền Muttra, với thần tượng Garuda trên đỉnh. Tuy nhiên sau khi ngôi đền Hindu này bị Qutb-ud-din Aybak phá huỷ để xây dựng Qutub Minar và đền thờ Hồi giáo Quwwat-ul-Islam, nó là phần duy nhất còn sót lại. Qutub được xây dựng xung quanh cột.
Cột có những dòng chữ cho thấy nó đã được dựng lên làm cột cờ để bày tỏ lòng thành kính tới vị thần Vishnu của đạo Hindu, và tưởng nhớ vị vua Gupta là Chandragupta II (375-413). Được làm từ 98% sắt rèn không hoàn toàn tinh khiết, nó cao 7.21 m và có đường kính 0.41 m. Cột này là minh chứng cho kỹ năng tinh xảo của thợ rèn Ấn Độ cổ xưa trong xử lý thành phần và gia công thép. Nó đã lôi cuốn sự chú ý của các nhà khảo cổ học và nhà luyện kim bởi vì nó đã chống chịu được rỉ sét trong 1600 năm, dù điều kiện thời tiết khắc nghiệt.
Một hàng rào đã được dựng lên quanh cột để ngăn người dân theo tín ngưỡng truyền thống tới đứng dựa vào cột vòng tay ra phía sau ôm lấy nó để lấy hên.

### Các phân tích khoa học

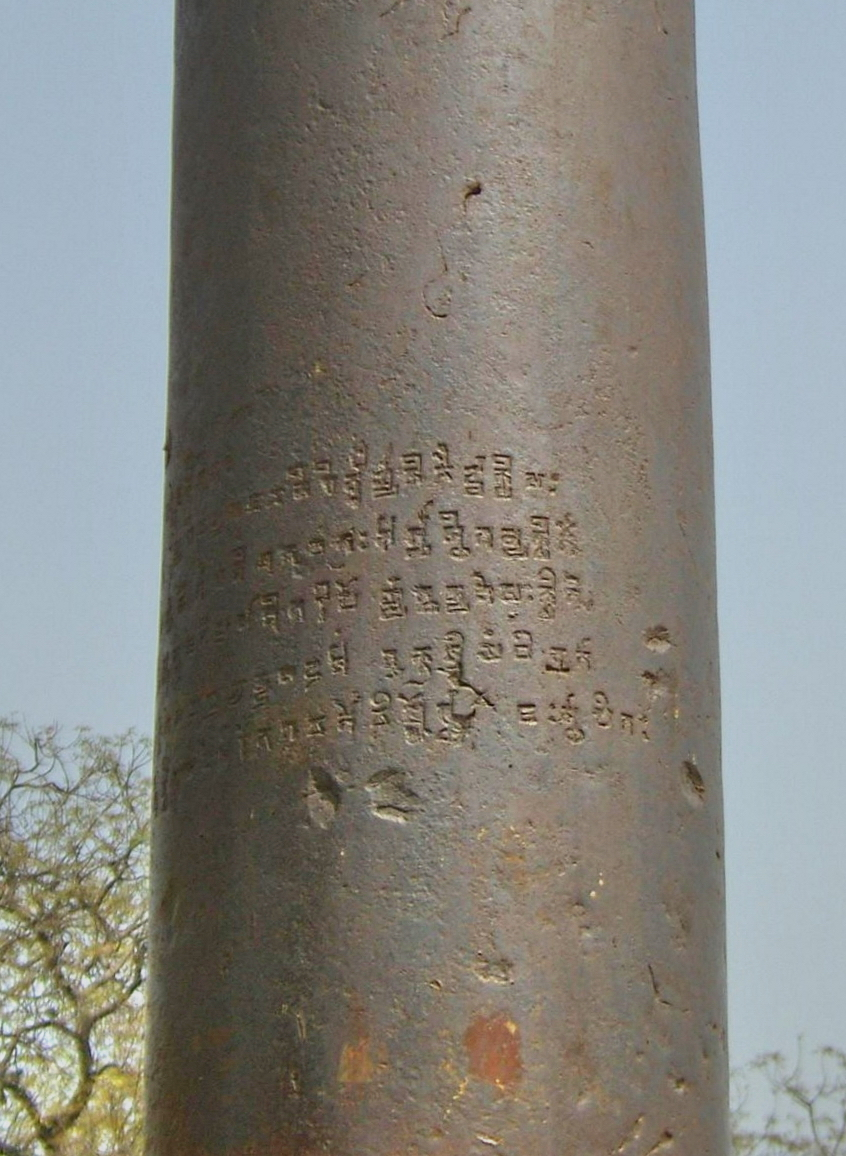
Những dòng chữ vẫn tồn tại trên cột sắt qua thời gian

Các nhà luyện kim ở Kanpur IIT cho rằng, và họ cũng đã khám phá ra hợp chất này, một lớp mỏng "misawite", một hỗn hợp gồm sắt, oxy, và hydro, đã bảo vệ cột sắt không bị gỉ. Lớp bảo vệ đã hình thành trong ba năm kể từ khi cột được dựng lên và từ đó ngày càng trở nên dày thêm. Theo R. Balasubramaniam của IIT, sau 1600 năm, lớp này chỉ tăng thêm một phần hai mươi milimét.
Trong một báo cáo trên tờ Current Science, Balasubramaniam nói lớp bảo vệ được hình thành nhờ xúc tác với sự hiện diện của một khối lượng lớn phospho trong sắt — lượng phospho này lớn hơn 1% so với chưa tới 0.05% trong thép hiện nay. Lượng phospho nhiều là kết quả của quá trình xử lý thép đặc biệt và duy nhất do người Ấn Độ cổ thực hiện, họ biến quặng sắt thành thép bằng cách vùi nó trong than. Những lò luyện kim ngày nay dùng đá vôi thay cho than, chế tạo ra xỉ nóng chảy và gang sau này biến thành thép. Trong quá trình xử lý hiện đại đa phần phospho bị xỉ lấy đi.
Tuyên bố rằng cột sắt là "một minh chứng sống cho trình độ tinh xảo của những nhà luyện kim Ấn Độ cổ", Balasubramaniam nói rằng "lược đồ động lực" (kinetic scheme) mà nhóm ông phát triển để dự đoán sự tăng thêm của lớp bảo vệ có thể hữu ích để làm mô hình tính toán quá trình rỉ sét trong thời gian dài của các container chứa chất thải hạt nhân.
Một lý thuyết khác cho rằng lý do cột có thể chống lại được rỉ sét vì độ dày của nó, cho phép Mặt Trời hun nóng cột trong thời gian ban ngày tới mức đủ để làm bay hơi hơi nước hay sương trên bề mặt. Nhiệt tích luỹ được cũng giữ cho bề mặt cột khô vào ban đêm.